# Lara Veronin
Lara Veronin, conosciuta anche come Lara Liang (cinese tradizionale: 梁心頤; cinese semplificato: 梁心颐; pinyin: Liáng Xīnyí; California, 2 maggio 1988), è una cantante e musicista statunitense naturalizzata taiwanese.

## Biografia
È nata nel sud della California e si è trasferita a Taiwan da adolescente. Si è diplomata alla Taipei American School nel 2006. Attualmente è la cantante principale della popolare band taiwanese Nan Quan Mama (cinese tradizionale: 南拳媽媽; cinese semplificato: 南拳妈妈; pinyin: nán quán māma). Il secondo album della band, Nan Quan Mama #2, ha raggiunto il quarto posto nella classifica degli album di Taiwan. Lara è anche conosciuta per essere apparsa come voce aggiuntiva nella canzone Coral Sea, inclusa nel sesto album di Jay Chou November's Chopin. Ha effettuato un secondo duetto con Jay Chou nella canzone Snake Dance, apparsa nell'album Capricorn.
Nel 2006, Lara è stata scritturata nella serie televisiva Engagement for Love (cinese tradizionale: 愛情經紀約; cinese semplificato: 爱情经纪约; pinyin: àiqíng jīngjì yuē), insieme ad Alex To e Ambrose Hsu.
Lara sta attualmente studiando in un college di Taipei, mentre continua a perseguire la propria carriera musicale.